# DreamWorks SKG
DreamWorks Pictures (també coneguda com a DreamWorks SKG i abans DreamWorks Studios, comunament conegut com a DreamWorks) és un estudi cinematogràfic i segell de distribució nord-americà d'Amblin Partners. Va ser fundat originalment el 12 d'octubre de 1994, com un estudi de cinema d'acció en viu per Steven Spielberg, Jeffrey Katzenberg i David Geffen (junts, SKG), del qual eren propietaris del 72%. L'estudi abans distribuïa pel·lícules pròpies i de tercers. Ha produït o distribuït més de deu pel·lícules amb una recaptació de taquilla de més de 100 milions de dòlars cadascuna. DreamWorks Pictures es diferencia de la seva antiga divisió d'animació DreamWorks Animation, que es va escindir el 2004 i es va convertir en una subsidiària de NBCUniversal el 2016. L'empresa de Spielberg continua utilitzant les marques comercials originals de DreamWorks sota llicència de DreamWorks Animation.
El desembre de 2005, els fundadors van acordar vendre l'estudi a Viacom, matriu de Paramount Pictures. La venda es va completar el febrer de 2006 (aquesta versió ara s'anomena DW Studios). El 2008, DreamWorks va anunciar la seva intenció de posar fi a la seva associació amb Paramount i va fer un acord per produir pel·lícules amb el grup indi Reliance Group, recreant DreamWorks Pictures com a entitat independent. L'any següent, DreamWorks va signar un acord de distribució amb Walt Disney Studios Motion Pictures, pel qual Disney distribuiria pel·lícules de DreamWorks a través del segell Touchstone Pictures; l'acord va continuar fins a l'agost de 2016. Des de l'octubre de 2016, Universal Pictures distribueix la majoria de les pel·lícules produïdes per DreamWorks Pictures. Actualment, DreamWorks opera des de les oficines d'Universal Studios Hollywood.